# Lampens børn
Lampens børn er en bogserie af den engelske forfatter P. B. Kerr. Serien består af syv bøger.

## Handling
Serien handler om de to børn John og Philippa Gaunt, der finder ud af, at de er djiner (børn af lampen), der kan opfylde ønsker.

## Bøger i serien
- Akhenatons hemmelighed
- Den blå Djinn af Babylon
- Kobrakongen af Kathmandu
- Djævlekrigerne vågner
- Skovens øje
- De fem fakirer fra Faizabad
- Djengis Khans Gravrøvere